# Unión Centrista Liberal
Unión Centrista Liberal (UCL) es un partido político español fundado en 1978, y que en su actual forma surgió en el 2002, tras la refundación del PANCAL y la disolución de la coalición Unión Centrista-Centro Democrático y Social. 
Surgió en 2002 a partir del Partido Nacionalista de Castilla y León, siendo el antiguo presidente de ésta formación, el zamorano Francisco José Alonso, el actual presidente de la UCL. De hecho, El artículo 1 de los Estatutos dice:
"En el ámbito de la Comunidad de Castilla-León, y si se considera oportuno (tanto en elecciones como en anagrama), se podrá tomar el nombre de Unión Centrista Liberal-Partido Nacionalista de Castilla-León (UCL-PANCAL), o Partido Nacionalista de Castilla-León (PANCAL)".
Presentó candidaturas en las elecciones de 2003 y de 2007 en Castilla y León con el nombre de UCL-PANCAL con pobres resultados. La formación quiso presentarse a las elecciones generales de 2008, en coalición con el Centro Democrático y Social. Sin embargo, la Junta Electoral rechazó las candidaturas conjuntas por una serie de malentendidos entre los dirigentes de ambos partidos.
UCL también se presentó a las elecciones gallegas de 2009, siendo Fabián Villalabeitia, expresidente del CDS, cabeza de lista por la provincia de La Coruña.
Presidida por Francisco José Alonso, la formación concurrió a las elecciones europeas del 7 de junio de 2009 con José Manuel Aguilar, secretario internacional del partido, como cabeza de lista. La candidatura logró 1.991 votos (0,01% de los votos a candidaturas), siendo la candidatura menos votada de las presentadas.
En 2011, UCL fue una de las organizaciones fundadoras de hartos.org.
En 2014 ante los malos resultados electorales el partido se disolvió, entonces muchos de los pocos afiliados que quedaban se afiliaron a Ciudadanos - Partido de la Ciudadanía (Cs).